# HMS Carlskrona (1980)
HMS Carlskrona – szwedzki stawiacz min oraz okręt szkolny, następnie okręt wsparcia logistycznego z końcowego okresu zimnej wojny, służący w Svenska marinen od 1982 roku. Nosił numer burtowy M 04, następnie P 04. Stanowi pojedynczy okręt swojego typu i okręt flagowy szwedzkiej marynarki.

## Historia
Marynarka Szwedzka (Svenska marinen) przywiązywała istotną wagę do broni minowej, przydanej w obronie wybrzeża. Oprócz małych przybrzeżnych stawiaczy min, posiadała duże okręty tej klasy: „Clas Fleming” i „Alfsnabben” z okresu i II wojny światowej, a następnie dwa stawiacze min typu Alvsborg, wprowadzone do służby w latach 70. XX wieku. 25 listopada 1977 roku dla marynarki zamówiono w stoczni Karlskronavarvet w Karlskronie ostatni duży stawiacz min, nazwany „Carlskrona”, który miał zarazem służyć jako okręt szkolny. Nazwa stanowiła starą formę nazwy Karlskrony.
Stępkę pod budowę okrętu położono 8 lutego 1979 roku. Budowę prowadzono w sposób modułowy. Wodowanie kadłuba miało miejsce 28 czerwca 1980 roku, równolegle z obchodami jubileuszu trzechsetlecia miasta Karlskrony. Okręt został przyjęty do służby 11 stycznia 1982 roku.

## Opis

### Architektura i kadłub

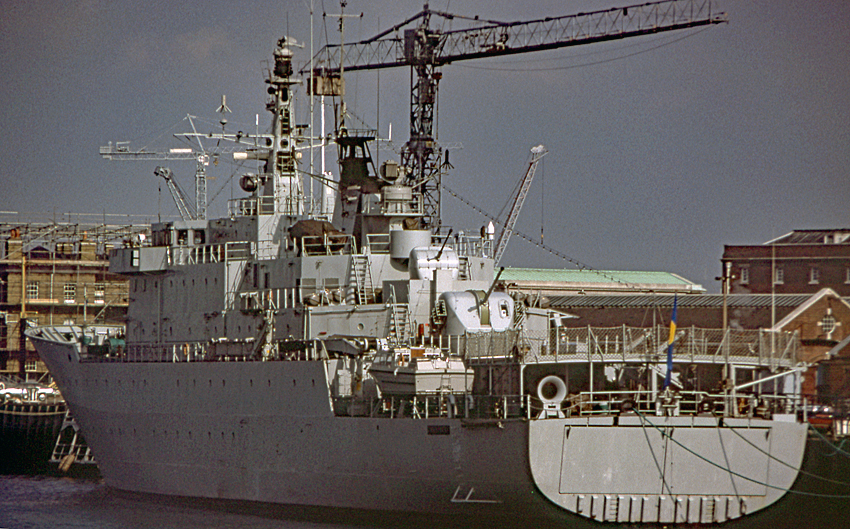
HMS „Carlskrona” od rufy z pierwotnym zestawem uzbrojenia w 1984

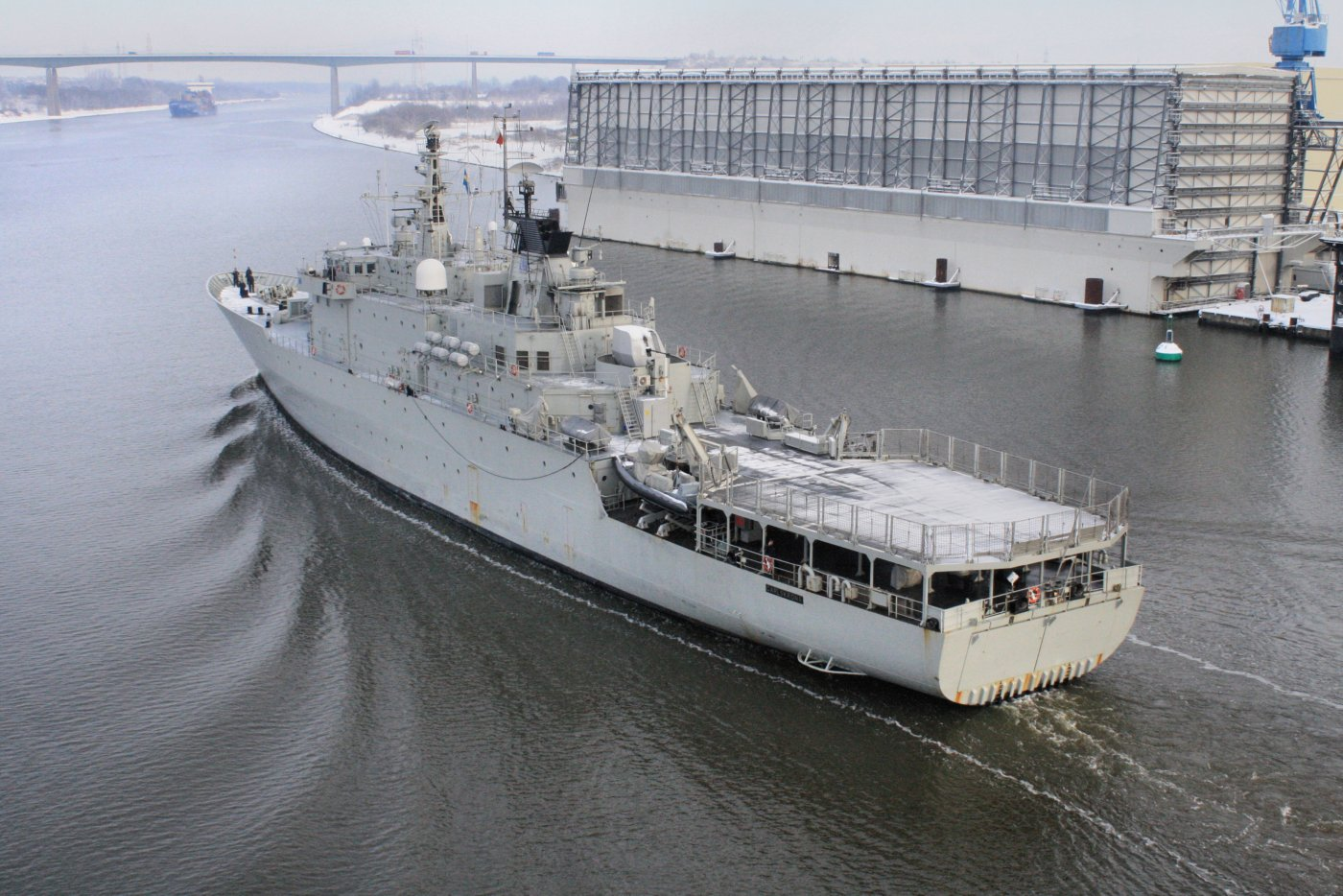
HMS „Carlskrona” w 2010

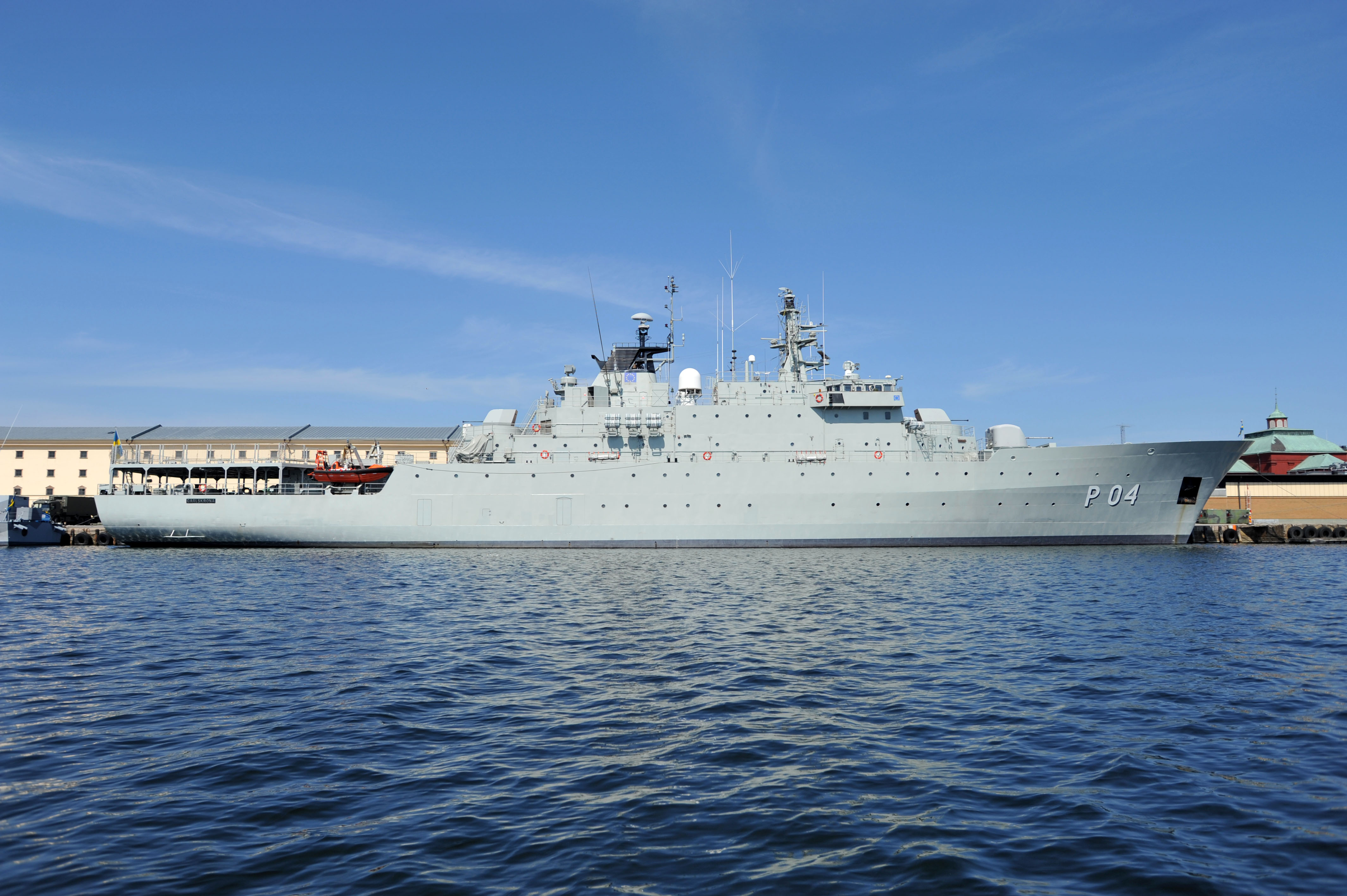
HMS „Carlskrona” w 2011

Okręt ma kadłub z podwyższonym pokładem dziobowym na ok. 2/3 długości, przechodzącym w lądowisko śmigłowca na spardeku na rufie. Dziobnica jest silnie wychylona do przodu. Na pokładzie dziobowym znajduje się wieża armaty uniwersalnej, dalej śródokręcie zajmuje długa grupa nadbudówek z pomostem nawigacyjnym i pojedynczym kominem, a za nią znajdowała się druga wieża armaty. Na piętrze nadbudówki nad oboma armatami umieszczone były działka przeciwlotnicze. Nad pokładem rufowym urządzono lądowisko dla śmigłowca, lecz okręt nie posiada hangaru ani śmigłowca na stałym wyposażeniu. Kadłub jest wzmocniony i dzieli się na 14 głównych przedziałów wodoszczelnych. Dla celów szkolnych okręt wyposażony został w centrale informacji bojowej kutrów rakietowych typów Hugin i Spica II.
Wyporność okrętu wynosi 3300 ts (ton angielskich) standardowa i 3550 ts pełna. Długość całkowita wynosi 105,7 m, szerokość 15,2 m, a zanurzenie 4 m.
Załoga okrętu liczyła 186 osób w roli okrętu szkolnego (50 osób załogi stałej i 136 kadetów) lub 118 osób w roli stawiacza min.

### Uzbrojenie
Uzbrojenie artyleryjskie początkowo stanowiły dwie automatyczne armaty uniwersalne kalibru 57 mm Bofors o długości lufy 70 kalibrów (L/70) w wieżach na pokładzie dziobowym i rufowym. W roli okrętu wsparcia zredukowano je do jednej armaty. Szybkostrzelność armaty tego modelu wynosi do 200 strz./min i strzela ona pociskami o masie 2,4 kg na odległość do 17 km. Uzbrojenie przeciwlotnicze uzupełniają dwie pojedyncze armaty przeciwlotnicze 40 mm Bofors o długości lufy L/70.
Okręt mógł stawiać do 105 min morskich.

### Wyposażenie
Środki obserwacji technicznej:
- radar dozoru powietrznego i nawodnego: początkowo Thomson CSF-Saturn, od lat 90. Ericsson Sea Giraffe 50 HC (pasmo G/H/I)[3][2]
- radar dozoru nawodnego: Raytheon (pasmo E/F)[2]
- radar kierowania ogniem: dwa radary Philips 9LV 200 Mk 2 (pasmo I/J)[2]
- radar nawigacyjny: Rayhteon (pasmo S)[5], przed 2000 rokiem zmieniony na Therma Scanter 009 (pasmo I)[2], przed 2015 rokiem zmieniony na Sperry BridgeMaster (pasmo I)[6]
- sonar Simrad SQ3D/SF (zdemontowany przed 2000 rokiem)[3][2]

Okręt w zakresie walki radioelektronicznej wyposażono w dwie wyrzutnie zakłócające i flar Philips Philax oraz system wykrywania emisji elektromagnetycznych (ESM) Argo AR700. Wyposażenie stanowiło ponadto początkowo sześć wyrzutni rakiet oświetlających kalibru 103 mm (dwie potrójne).

### Napęd
Napęd stanowią cztery 12-cylindrowe silniki wysokoprężne Nohab F212 D825 o łącznej mocy 10 560 KM (ok. 7760 kW). Napędzają one dwie śruby nastawne, pozwalając na osiąganie prędkości maksymalnej 20 węzłów. Okręt jest wyposażony w ster strumieniowy.

## Służba
„Carlskrona” po wycofaniu ostatnich niszczycieli typu Halland w 1985 roku stał się największym okrętem bojowym marynarki Szwecji. Został następnie jej okrętem flagowym. Służył w czasie pokoju do corocznych rejsów szkolnych z kadetami i poborowymi marynarki. Nosił numer burtowy M 04
W 2010 roku zrezygnowano z funkcji stawiacza min i okręt zaadaptowano do roli okrętu wsparcia logistycznego.
Od 14 kwietnia do 14 listopada 2010 roku „Carlskrona” brał udział w operacji EUNAVFOR Atalanta przeciwdziałania piractwu wokół Rogu Afryki i dostarczania pomocy humanitarnej do Somalii, przy tym do 14 sierpnia jako okręt flagowy sił EUNAVFOR. Numer burtowy wówczas zmieniono na P 04. Ponownie wziął udział w operacji Atalanta w 2013 roku.